# Antoni Aleksander Iliński
Antoni Aleksander Iliński také znám jako Iskender Paša (turecky: Mehmet İskender Paşa; 1814, Žilina – 1861, Konstantinopol) byl polsko-osmanský voják a generál.

## Mládí a přestup na Islám
Narodil se roku 1814 v Žilině v Uhersku (dnes Slovensko). Roku 1830 se jako mladý voják Litevské legie zúčastnil Listopadového povstání. Byl aktivním členem polských vyhnanců vedených knížetem Adamem Jerzym Czartoryskim.
Roku 1844 byl na příkaz Ruska zatčen v Konstantinopoli pro údajné uspořádání Ukrajinských kozáckých legií pod vedením Michała Czajkowského.
Osmanské úřady byly lhostejné, ale pod tlakem Ruska měl být předveden před soud. Aby se tomuto vyhnul souhlasil nabídkou konverze k Islámu a přijal osmanské občanství s novým jménem Mehmed Iskender. Okamžitě byl přijat jako podplukovník Osmanské armády jako "Iskender Beg".

## Osmanská armáda
Působil v Rumelské armádě pod Omarem Pašou. Byl prominentní osobou ve vojenské kampani, která roku 1851 sesadila a následně popravila hercegovinského vezíra Ali-pašu Rizvanbegoviće.
Když roku 1853 vypukla Krymská válka byl obviněn z organizování výcviku vlastních vojáků podél Dunaje, později byl zproštěn a následující rok byl povýšen do hodnosti plukovníka. Roku 1855 byl vyslán do Jevpatorije na Krym aby poroučel 400 silným kavalériím. Pod jeho velením potlačily Ruské obléhání. Toto vítězství mu další rok přineslo povýšení na generála (pašu).
Dále zúčastnil v několika bojích pod vedením Omara Paši. Zemřel roku 1861 po nemoci. Pohřben je na hřbitově Edirnekapı v Konstantinopoli.